# Приходи свободным
«Приходи свободным» — советский историко-революционный художественный фильм 1984 года, снятый режиссёром Юрием Мастюгиным, повествующий о противостоянии сторонников Советской власти и Белого движения на Северном Кавказе в годы Гражданской войны в России.

## Сюжет
События фильма происходят в 1918—1919 годах в Грозненском округе Терской области бывшей Российской империи. Занявшие территорию части Добровольческой армии под командованием генерала Ляхова пытаются не допустить установления Советской власти и ликвидировать перешедших на нелегальное положение большевиков.
Прибывший в город по поручению Серго Орджоникидзе для связи с революционерами и организации партизанского движения чеченский коммунист Асланбек Шерипов попадает в поле зрение деникинской контрразведки, которой удаётся выследить и арестовать подпольщиков.
Ингуши, которые считались наиболее яростными и опасными противниками Добровольческой армии на Северном Кавказе, и истребить которых было решено на контрреволюционном съезде в Моздоке, прорываются сквозь заслоны белых и прибывают в Пятигорск. К ним примыкает Асланбек Шерипов и благополучно попадает вместе с ними на съезд, когда уже, казалась, пропала последняя надежда.

## В ролях
- Дмитрий Золотухин — Асланбек Шерипов
- Александр Денисов — Николай Гикало
- Магомет Цицкиев — Гапур Ахриев
- Алёна Бондарчук — Елена
- Николай Олялин — Лозованов
- Александр Фатюшин — Сергей Миронович Киров
- Бадри Какабадзе — Серго Орджоникидзе
- Вацлав Дворжецкий — Амир-Хаджи
- Дагун Омаев — Бекхан
- Владимир Кенигсон — генерал Ляхов
- Иван Краско — подполковник Касьянов
- Артём Карапетян — Хан-Гирей
- Алексей Михайлов — Бичерахов
- Всеволод Платов — атаман
- Валерий Ерёмичев — советник
- Владимир Епископосян — полководец
- Руслан Наурбиев — телохранитель
- Даниил Нетребин — Александр Дьяков
- Инга Будкевич — жена Лозованова
- Марина Гавриленко — Мария Владиславовна
- Анатолий Скорякин — казак
- Николай Горлов — начальник тюрьмы
- Альви Дениев — Сираждин
- Николай Маковский — красноармеец
- Хусейн Гузуев — Ибрагим
- О. Мажидов  — танцор
- Сергей Тезов — Павел

В эпизодах
- Иван Екатериничев — гость
- Магомед-Гирей Хадзиев
- Евгений Красавцев — служащий
- Павел Ремезов — поручик
- Владимир Шихов
- Владимир Пицек — проводник поезда
- Л. Яндиева
- Л. Магомадов
- Х. Сайдальвиев
- Б. Доскиев
- С. Гайсанов
- Ибрагим Беков
- В. Наурбиев
- Игорь Класс — член военного совета
- Вячеслав Гостинский
- Б. Каримов
- Д. Каримов
- Игорь Пушкарёв — телеграфист
- Владимир Приходько — штабс-капитан
- М. Богадурова
- Щита Эдисултанов
- А. Магомедов
- Радик Шахмаев
- Катя Горина — дочь Лозованова
- Индира Шерипова

## Съёмочная группа
- Автор сценария: Супьянбек Шерипов
- Режиссёр-постановщик: Юрий Мастюгин
- Режиссёр: З. Хухим
- Оператор-постановщик: Александр Масс
- Оператор: Г. Козельков
- Композитор: Александр Журбин
- Художник-постановщик: Константин Загорский
- Художник по костюмам: Марина Томашевская
- Художники-гримёры: В. Захарченко, В. Матящева
- Художник-декоратор: А. Плугарь
- Монтажёр: Вера Васильева
- Редактор: А. Иванов
- Звукооператор: Павел Дроздов
- Мастер по свету: Ю. Кириллов
- Цветоустановщик: Н. Соколова
- Консультанты:
  - доктор исторических наук И. Р. Лоов
  - полковник А. М. Торшин
- Директор фильма: Александр Пронченко

Музыка в исполнении Государственного симфонического оркестра кинематографии СССР, дирижёр Сергей Скрипка.

## Технические данные
- Цветной, звуковой, широкоэкранный (16:9).
- Премьера: январь 1985 года.
- Выпуск на DVD: 18 сентября 2008 года, студия «Монолит».

## Производство
Фильм снимался в окрестностях села Чишки Грозненского района Чечено-Ингушской АССР с участием местных жителей.
Отдельные сцены фильма снимались в городском особняке нефтепромышленника Нахимова.